# Lilium albanicum
Lilium albanicum là một loài thực vật có hoa trong họ Liliaceae. Loài này được Griseb. miêu tả khoa học đầu tiên năm 1846.